# Топоровська
Топоровська (рос. Топоровская) — присілок в Коноському районі Архангельської області Російської Федерації.
Населення становить 63 особи. Входить до складу муніципального утворення селище Мирний.

## Історія
Від 2004 року входить до складу муніципального утворення селище Мирний.

## Населення
| 2002 | 2010 | 2012 |
| ---- | ---- | ---- |
| 127  | ↘76  | ↘63  |